# Сорквиты (гмина)
Сорквиты (пол. Sorkwity) — сельская гмина (волость) в Польше, входит как административная единица в Мронговский повет, Варминьско-Мазурское воеводство. Население — 4620 человек (на 2004 год).

## Демография
| Перепись                       | Всего   | Всего | Женщины | Женщины | Мужчины | Мужчины |
| ------------------------------ | ------- | ----- | ------- | ------- | ------- | ------- |
| Единицы                        | человек | %     | человек | %       | человек | %       |
| Население                      | 4620    | 100   | 2313    | 50,1    | 2307    | 49,9    |
| Плотность населения (чел./км²) | 25      | 25    | 12,5    | 12,5    | 12,5    | 12,5    |

## Сельские округа
1. Борове
2. Боровски-Ляс
3. Буршево
4. Хощево
5. Гизево
6. Елмунь
7. Йендрыхово
8. Козлово
9. Марадки
10. Ниборк
11. Пустники
12. Розоги
13. Рыбно
14. Сорквиты
15. Стама
16. Сурмувка
17. Стары-Гелёнд
18. Шиманово
19. Варпуны
20. Зындаки

## Поселения
1. Балово
2. Гелёнд-Малы
3. Глодово
4. Янишево
5. Яново
6. Карчевец
7. Козарек-Малы
8. Козарек-Вельки
9. Лесины
10. Марадзки-Хойняк
11. Милуки
12. Млыник
13. Новы-Гелёнд
14. Пилаки
15. Родове
16. Сломово
17. Стары-Гелёнд
18. Шарлаты
19. Шелёнгувка
20. Тышково
21. Вилямувко
22. Воля-Марадзка
23. Замково
24. Залуки

## Соседние гмины
1. Гмина Бискупец
2. Гмина Дзвежуты
3. Гмина Кольно
4. Гмина Мронгово
5. Гмина Пецки
6. Гмина Решель